# Tytthoscincus batupanggah
Tytthoscincus batupanggah — вид сцинкоподібних ящірок родини сцинкових (Scincidae). Ендемік Малайзії. Описаний у 2016 році.

## Опис
Tytthoscincus batupanggah — невеликий сцинк, середня довжина якого (без врахування хвоста) становить 27-33 мм.

## Поширення і екологія
Tytthoscincus batupanggah відомі з типової місцевості, розташованої на північних схилах гори Пенріссен в штаті Саравак на півострові Калімантан, на висоті 1050 м над рівнем моря. Вони живуть у високогірних мішаних діптерокарпових лісах, серед опалого листя.